# بازیکن سال فوتبال آلمان
بازیکن سال فوتبال آلمان (به آلمانی: Fußballer des Jahres) جایزه ای است که از سال ۱۹۶۰ در آلمان به بهترین بازیکن سال اهدا می‌شود. در سال ۱۹۹۶ بخش بازیکن زن سال فوتبال آلمان (به آلمانی: Fußballerin des Jahres) نیز به آن اضافه شد. هر دو جایزه توسط نظرسنجی از روزنامه نگاران فوتبال آلمان انجام می‌شود و از طریق انجمن روزنامه نگاران ورزشی آلمان (به آلمانی: Verband Deutscher Sportjournalisten) و انتشارات کیکر صورت می‌گیرد. عنوان دار کنونی این جایزه در بخش مردان روبرت لواندوفسکی از باشگاه بایرن مونیخ و در بخش زنان پرنیله هاردر از باشگاه وولفسبورگ است. در سال ۲۰۰۴ آیلتون گونزالوس دا سلیوا برزیلی نخستین غیر آلمانی شد که موفق به دریافت این جایزه شده‌است.

## بازیکن سال فوتبال آلمان

### بخش مردان
| سال  | بازیکن               | باشگاه                            |
| ---- | -------------------- | --------------------------------- |
| ۱۹۶۰ | اووه زلر             | باشگاه فوتبال هامبورگ             |
| ۱۹۶۱ | ماکس مورلوک          | باشگاه فوتبال نورنبرگ             |
| ۱۹۶۲ | کارل-هاینتس شنلینگر  | باشگاه فوتبال کلن                 |
| ۱۹۶۳ | هانس شیفر            | باشگاه فوتبال کلن                 |
| ۱۹۶۴ | اووه زلر             | باشگاه فوتبال هامبورگ             |
| ۱۹۶۵ | هانس تیلکوفسکی       | باشگاه فوتبال بروسیا دورتموند     |
| ۱۹۶۶ | فرانتس بکن‌باوئر      | بایرن مونیخ                       |
| ۱۹۶۷ | گرد مولر             | بایرن مونیخ                       |
| ۱۹۶۸ | فرانتس بکن‌باوئر      | بایرن مونیخ                       |
| ۱۹۶۹ | گرد مولر             | بایرن مونیخ                       |
| ۱۹۷۰ | اووه زلر             | باشگاه فوتبال هامبورگ             |
| ۱۹۷۱ | برتی فوگتس           | باشگاه فوتبال بروسیا مونشن‌گلادباخ |
| ۱۹۷۲ | گونتر نتسر           | باشگاه فوتبال بروسیا مونشن‌گلادباخ |
| ۱۹۷۳ | گونتر نتسر           | باشگاه فوتبال بروسیا مونشن‌گلادباخ |
| ۱۹۷۴ | فرانتس بکن‌باوئر      | بایرن مونیخ                       |
| ۱۹۷۵ | سپ مایر              | بایرن مونیخ                       |
| ۱۹۷۶ | فرانتس بکن‌باوئر      | بایرن مونیخ                       |
| ۱۹۷۷ | سپ مایر              | بایرن مونیخ                       |
| ۱۹۷۸ | سپ مایر              | بایرن مونیخ                       |
| ۱۹۷۹ | برتی فوگتس           | باشگاه فوتبال بروسیا مونشن‌گلادباخ |
| ۱۹۸۰ | کارل-هاینتس رومنیگه  | بایرن مونیخ                       |
| ۱۹۸۱ | پائول برایتنر        | بایرن مونیخ                       |
| ۱۹۸۲ | کارل‌هاینتس فورستر    | باشگاه فوتبال اشتوتگارت           |
| ۱۹۸۳ | رودی فولر            | وردر برمن                         |
| ۱۹۸۴ | هارالد شوماخر        | باشگاه فوتبال کلن                 |
| ۱۹۸۵ | هانس-پیتر بریگل      | ورونا                             |
| ۱۹۸۶ | هارالد شوماخر        | باشگاه فوتبال کلن                 |
| ۱۹۸۷ | اووه ران             | باشگاه فوتبال بروسیا مونشن‌گلادباخ |
| ۱۹۸۸ | یورگن کلینزمن        | باشگاه فوتبال اشتوتگارت           |
| ۱۹۸۹ | توماس هسلر           | باشگاه فوتبال کلن                 |
| ۱۹۹۰ | لوتار ماتئوس         | اینتر                             |
| ۱۹۹۱ | اشتفان کونتس         | باشگاه فوتبال کایزرسلاوترن        |
| ۱۹۹۲ | توماس هسلر           | رم                                |
| ۱۹۹۳ | آندریاس کوپکه        | باشگاه فوتبال نورنبرگ             |
| ۱۹۹۴ | یورگن کلینزمن        | موناکو                            |
| ۱۹۹۵ | ماتیاس سامر          | باشگاه فوتبال بروسیا دورتموند     |
| ۱۹۹۶ | ماتیاس سامر          | باشگاه فوتبال بروسیا دورتموند     |
| ۱۹۹۷ | یورگن کولر           | باشگاه فوتبال بروسیا دورتموند     |
| ۱۹۹۸ | الیور بیرهوف         | اودینزه                           |
| ۱۹۹۹ | لوتار ماتئوس         | بایرن مونیخ                       |
| ۲۰۰۰ | الیور کان            | بایرن مونیخ                       |
| ۲۰۰۱ | الیور کان            | بایرن مونیخ                       |
| ۲۰۰۲ | میشائل بالاک         | بایر لورکوزن                      |
| ۲۰۰۳ | میشائل بالاک         | بایرن مونیخ                       |
| ۲۰۰۴ | آیلتون               | وردر برمن                         |
| ۲۰۰۵ | میشائل بالاک         | بایرن مونیخ                       |
| ۲۰۰۶ | میروسلاو کلوزه       | وردر برمن                         |
| ۲۰۰۷ | ماریو گومز           | باشگاه فوتبال اشتوتگارت           |
| ۲۰۰۸ | فرانک ریبری          | بایرن مونیخ                       |
| ۲۰۰۹ | گرافایت              | وولفسبورگ                         |
| ۲۰۱۰ | آرین روبن            | بایرن مونیخ                       |
| ۲۰۱۱ | مانوئل نویر          | شالکه                             |
| ۲۰۱۲ | مارکو رویس           | باشگاه فوتبال بروسیا مونشن‌گلادباخ |
| ۲۰۱۳ | باستیان شواین‌اشتایگر | بایرن مونیخ                       |
| ۲۰۱۴ | مانوئل نویر          | بایرن مونیخ                       |
| ۲۰۱۵ | کوین ده بروین        | باشگاه فوتبال وولفسبورگ           |
| ۲۰۱۶ | ژرومه بواتنگ         | بایرن مونیخ                       |
| ۲۰۱۷ | فیلیپ لام            | بایرن مونیخ                       |
| ۲۰۱۸ | تونی کروس            | باشگاه فوتبال رئال مادرید         |
| ۲۰۱۹ | مارکو رویس           | باشگاه فوتبال بروسیا دورتموند     |
| ۲۰۲۰ | روبرت لواندوفسکی     | بایرن مونیخ                       |
| ۲۰۲۱ | روبرت لواندوفسکی     | بایرن مونیخ                       |

## بازیکن زن سال فوتبال آلمان
| سال  | بازیکن          | باشگاه                             |
| ---- | --------------- | ---------------------------------- |

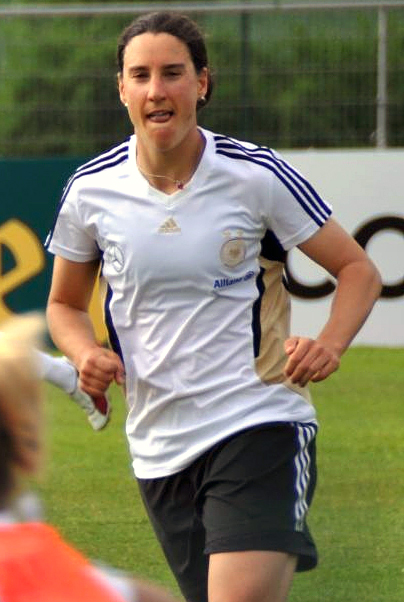
بیرگیت پرینتس برندهٔ هشت دورهٔ پی در پی این جایزه از سال‌های ۲۰۰۱ تا ۲۰۰۸.

| ۱۹۹۶ | مارتینا فوس     | باشگاه فوتبال راملن ۲۰۰۱ دویسبورگ  |
| ۱۹۹۷ | بتینا ویگمن     | Grün-Weiß Brauweiler               |
| ۱۹۹۸ | زیلکه روتنبرگ   | اس‌اف زیگن                          |
| ۱۹۹۹ | اینکا گرینگز    | اف‌سی‌آر دویسبورگ                    |
| ۲۰۰۰ | مارتینا فوس     | اف‌سی‌آر دویسبورگ                    |
| ۲۰۰۱ | بیرگیت پرینتس   | باشگاه فوتبال ۱.اف‌اف‌سی فرانکفورت   |
| ۲۰۰۲ | بیرگیت پرینتس   | باشگاه فوتبال ۱.اف‌اف‌سی فرانکفورت   |
| ۲۰۰۳ | بیرگیت پرینتس   | باشگاه فوتبال ۱.اف‌اف‌سی فرانکفورت   |
| ۲۰۰۴ | بیرگیت پرینتس   | باشگاه فوتبال ۱.اف‌اف‌سی فرانکفورت   |
| ۲۰۰۵ | بیرگیت پرینتس   | باشگاه فوتبال ۱.اف‌اف‌سی فرانکفورت   |
| ۲۰۰۶ | بیرگیت پرینتس   | باشگاه فوتبال ۱.اف‌اف‌سی فرانکفورت   |
| ۲۰۰۷ | بیرگیت پرینتس   | باشگاه فوتبال ۱.اف‌اف‌سی فرانکفورت   |
| ۲۰۰۸ | بیرگیت پرینتس   | باشگاه فوتبال ۱.اف‌اف‌سی فرانکفورت   |
| ۲۰۰۹ | اینکا گرینگز    | باشگاه فوتبال اف‌سی‌آر ۲۰۰۱ دویسبورگ |
| ۲۰۱۰ | اینکا گرینگز    | باشگاه فوتبال اف‌سی‌آر ۲۰۰۱ دویسبورگ |
| ۲۰۱۱ | فاتمیر بایرامای | توربین پوتسدام                     |
| ۲۰۱۲ | زیلیا ششیچ      | SC 07 Bad Neuenahr                 |
| ۲۰۱۳ | مارتینا مولر    | وی‌اف‌ال وولفسبورگ                   |
| ۲۰۱۴ | الکساندرا پاپ   | وی‌اف‌ال وولفسبورگ                   |
| ۲۰۱۵ | زیلیا ششیچ      | باشگاه فوتبال ۱.اف‌اف‌سی فرانکفورت   |
| ۲۰۱۶ | الکساندرا پاپ   | وی‌اف‌ال وولفسبورگ                   |
| ۲۰۱۷ | جنیفر ماروشسان  | المپیک لیون                        |
| ۲۰۱۸ | جنیفر ماروشسان  | باشگاه فوتبال زنان المپیک لیون     |
| ۲۰۱۹ | جنیفر ماروشسان  | باشگاه فوتبال زنان المپیک لیون     |
| ۲۰۲۰ | پرنیله هاردر    | وی‌اف‌ال وولفسبورگ                   |
| ۲۰۲۱ | نیکول بیلا      | هوفنهایم ۱۸۹۹                      |